# Nick Walker (culturista)
Nicholas Walker, detto Nick (Pine Hill, 3 agosto 1994), è un culturista statunitense.
Soprannominato The Mutant, è considerato fin dagli esordi tra i più promettenti culturisti della sua generazione ed è vincitore di un New York Pro Championship e di un Arnold Classic, entrambi del 2021.

## Biografia
Nato nel comune di Pine Hill, nello stato del New Jersey, è figlio di Tracie e Louis Walker nonché fratello minore di Louis Jr. (1987), anch'egli entrato nel mondo del culturismo.
Vive un'infanzia difficile, divenendo vittima di abusi sessuali, e la sua adolescenza sarà caratterizzata da alcolismo e uso di stupefacenti.

## Carriera nel culturismo

### 2014-2020: primi successi
Appassionatosi al mondo del bodybuilding all'età di 14 anni, dopo aver praticato sport quali calcio e football americano, incomincia la sua carriera nel culturismo negli anni duemiladieci ed entra quindi nel circuito della National Physique Committee (NPC), la più grande organizzazione amatoriale di bodybuilding negli Stati Uniti d'America. Ottiene il primo importante risultato da amatore nel 2014 in occasione del 2º posto ai Teen Nationals nella categoria dei pesi massimi dietro a Cody Montgomery, campione della pro league e vincitore della suddetta manifestazione per tre edizioni consecutive. Nel 2016 raggiunge la finale dei campionati americani NPC, seguita poi da un 6º posto ai Nationals l'anno seguente.
Arrivato in 2ª posizione ai campionati americani nel 2019, un anno dopo si affida alla guida dell'allenatore Matt Jansen –– già preparatore del promettente Dallas McCarver, morto nell'agosto 2017 a 26 anni –– grazie al quale ottiene importanti miglioramenti dal punto di vista fisico. Nel settembre 2020 ottiene infine l'accesso tra i professionisti IFBB vincendo il titolo assoluto ai campionati nordamericani NPC nei pesi supermassimi.

### Dal 2020: l'ingresso tra i professionisti
Divenuto quindi professionista, tenta la qualificazione diretta alla 56ª edizione di Mister Olympia, il concorso più prestigioso al mondo in ambito di culturismo, partecipando al Chicago Pro 2020, dove tuttavia arriva 4º dietro ad Akim Williams, Justin Rodriguez e Maxx Charles.
Il 15 maggio 2021 vola a Tampa per il New York Pro Championship, svoltosi in Florida anziché a New York per via delle restrizioni dovute alla pandemia di COVID-19, dove conquista il titolo di campione davanti a Justin Rodriguez e Hassan Mostafa, e ottiene così l'accesso a Mister Olympia 2021.
Ormai tra i più promettenti culturisti della sua generazione, nel settembre seguente esordisce sul palcoscenico dell'Arnold Classic a Columbus dove, approfittando dell'assenza del campione in carica William Bonac, si laurea campione avendo la meglio su Iain Valliere e Steve Kuclo, oltre ad aggiudicarsi il premio Franco Columbu Most Muscular dedicato alla memoria dell'omonimo culturista italiano. Questo successo lo rende il più giovane vincitore nella storia della manifestazione nonché l’unico ad esserci riuscito all’esordio (se si esclude la prima edizione del 1989). Due settimane dopo si presenta a Orlando per partecipare al suo primo Mister Olympia, nel quale si classifica al 5º posto dietro al campione in carica Mamdouh Elssbiay, Brandon Curry, Hadi Choopan e Hunter Labrada.

## Gare disputate e piazzamenti

### Dilettantismo
- 2013 NPC East Coast Championships – 1º classificato (categoria teen)
- 2013 NPC Eastern USA Championships – 1º classificato (categoria teen)
- 2014 NPC Teen Nationals – 2º classificato (pesi massimi)
- 2016 NPC South Jersey Championships – 1º classificato (pesi massimi)
- 2016 NPC USA Championships – 6º classificato (pesi mediomassimi)
- 2017 IFBB North American Championships – 6º classificato (pesi massimi)
- 2017 NPC Nationals – 6º classificato (pesi massimi)
- 2019 NPC South Jersey Championships – 1º classificato (pesi supermassimi)
- 2019 NPC USA Championships – 2º classificato (pesi supermassimi)
- 2020 NPC North American Championships – 1º classificato (pesi supermassimi)

### Professionismo
- 2020 IFBB Chicago Pro – 4º classificato (categoria open)
- 2021 IFBB New York Pro Championship – 1º classificato
- 2021 IFBB Arnold Classic – 1º classificato
- 2021 IFBB Mister Olympia – 5º classificato
- 2022 IFBB Mister Olympia – 3º classificato
- 2023 IFBB Arnold Classic – 2º classificato
- 2024 IFBB New York Pro Championship – 1º classificato
- 2025 IFBB Pittsburgh Pro – 2º classificato
- 2025 IFBB New York Pro Championship – 1º classificato